# Cratere Thunupa
Thunupa è un cratere sulla superficie di Rea.